# Acacia leptoclada
Acacia leptoclada är en ärtväxtart som beskrevs av George Bentham. Acacia leptoclada ingår i släktet akacior, och familjen ärtväxter. Inga underarter finns listade i Catalogue of Life.